# قمصر
قَمصَر شهری از توابع بخش قمصر شهرستان کاشان در استان اصفهان ایران است.
قمصر در ۲۷ کیلومتری جنوب شهرستان کاشان و به صورت دره‌ای با ابعاد تقریبی ۹ و ۵ کیلومتر است. شهرت قمصر به اعتبار گلاب و کیفیت گل محمدی آن است. به علت آب‌وهوا و خاک مناسب (لوم: مخلوطی از شن و رس)، گل محمدی آن مرغوبیت بسیاری دارد. در سال‌های ۱۳۵۴–۱۳۵۲ کارشناسان بلغاری با بررسی گل سرخ محمدی قمصر دریافتند که در سنجش با نمونه‌های همگون در دیگر نقاط کشور از کیفیت بسیار بهتری برخوردار است. از همین رو، برخی صنایع پیشرفتهٔ عطرسازی جهان به کاربرد اسانس عطر گل محمدی قمصر روی آورده‌اند.

## تاریخچه و آثار تاریخی
نام قمصر به صور «قُمسر» و «کُمسر» نیز ضبط شده است. جزء «قُم» در قمصر با واژهٔ کوم، به معنای قنات، شاید بی‌ارتباط نباشد. کشف چند مسکوک در پای کوه‌های اشک در شمال شرقی قمصر، که قدمت آن‌ها حتی به زمان هخامنشیان می‌رسد، این فرض را تقویت می‌کند که احتمالاً تاریخچهٔ آن به قبل از اسلام می‌رسد، هرچند در این باره با قطعیت نمی‌توان سخن گفت. قمی، از مورخان محلی قرن چهارم، در ذکر قرا و مزارع کاشان، از قمصر نام نبرده، در حالی که نام روستاهای نزدیک به قمصر، یعنی قزاآن و قهرود و جوشقان (با ضبط خونجان)، را ذکر کرده است. به نوشتهٔ راوندی، در حملهٔ ملک سلجوقی بن محمد بن ملکشاه سلجوقی به ناحیهٔ کاشان در ۵۳۲ ق، قمصر ویران شد. در سال۷۰۰ ق، کاشانی در توصیف صنعت کاشی دربارهٔ سنگی معروف به سنگ قمصری و سنگ لاجورد معروف به سلیمانی، که معدن آن در قریهٔ قمصر بوده، مطالبی آورده است. در قرن هشتم، حمدالله مستوفی قمصر را دهی در ولایت کاشان خوانده که در آن حشیش (گیاه) نادر بوده و کوه‌های قمصراز منابع تأمین آب کاشان بوده است.
در شمال قمصر سدی تاریخی قرار دارد که برخی بانی آن را سلطان جلال‌الدین خوارزمشاه دانسته‌اند و برخی زمان آن را به دورهٔ سلطان جلال‌الدین ملکشاه سلجوقی (۴۸۵–۴۶۵ ق) نسبت داده‌اند. شواهد حاکی است که سد مربوط به ملکشاه سلجوقی به مرور زمان تخریب شده و مجدداً در دورهٔ صفویه (شاه عباس اول) سد فعلی بر روی شالودهٔ سد باقی‌مانده از سد دوره سلجوقی احداث شده است. این سد در پی سیل سال ۱۳۳۵ از کار افتاده است.
در زمان شاه عباس دوم صفوی (حک: ۱۰۵۲–۱۰۷۷)، ملا محسن فیض کاشانی در قمصر سکونت داشت و شاه گاه به دیدار او می‌رفت. بسیاری از بناهای شاهانه و حوض و استخر و عمارت مخصوصی در باغ و خانهٔ ملا محمدمحسن فیض کاشانی در قمصر به دستور شاه عباس دوم ساخته شده است.
کاروانسرای شاه عباسی یا کاروانسرای گبرآباد در ۵ کیلومتری قمصر از دیگر آثار تاریخی آن است. از دیگر آثار تاریخی قمصر بقعهٔ امامزاده شاهسواران است که بر فراز بلندترین قلهٔ کوهسار میان قمصر و قهرود قرار دارد. این بقعه دارای دو در چوبی به تاریخ ۸۸۷ و ۹۰۲ ق است. در لوحهٔ مرمرین ستونی در داخل بقعه تاریخ ۹۰۱ و بر در ورودی کنده‌کاری‌شدهٔ بقعه تاریخ ۹۹۵ دیده می‌شود. در دورهٔ قاجار، قمصر از قرای معتبر و بهترین ییلاق کاشان و دارای باغ‌های فراوان و آب‌های گوارا و گلاب معروف بود.
یکی از آثار تاریخی قمصر گورستان تاریخی فیض است که در نزدیکی خانهٔ ملامحسن فیض قرار دارد. قدیمی‌ترین سنگ قبر موجود در گورستان مربوط به سکینه (به احتمال بسیار، دختر علم‌الهدی و نوهٔ ملامحسن فیض) است (زیرا پس از نام سکینه واژه‌ای ناخوانا و پس از آن نام علم‌الهدی آمده است). تاریخ حک‌شده روی این سنگ عبارت است از: فی السادس و العشرین عن شهر جمادی الاولی من… سبع و خمسین و مائه الف من هجره سیدالرسل برابر با شانزدهم ماه جمادی الاول هزار و صد و پنجاه و هفت از هجرت (۲۸۵ سال پیش).

## آب و هوا
آب و هوای قمصر به علت ارتفاع نسبتاً بالا از سطح دریا (از ۱۷۰۰ تا ۲۰۰۰ متر) و محصور بودن در بین چندین کوه و وجود باغ‌ها و درختان نسبتاً معتدل است. آمار طولانی مدت از بارندگی آن در اختیار نیست، اما آمار ایستگاه‌های محلی حکایت از این دارد که میانگین بارندگی آن حدود ۱۹۰ میلی‌متر است. بیشینهٔ دما در تابستان به ۳۵ درجه می‌رسد و کمینهٔ دمای ثبت‌شده در زمستان حدود ۱۹- است.

## زبان و لهجه
زبان ساکنان قمصر اساساً فارسی است. البته در بیان مطالب و نحوه تلفظ لغات و به کاربردن صدای حروف (کسر و فتح و ضم) تفاوت‌هایی دیده می‌شود که این خود متأثر حضور مردم کاشان در این منطقه است. از دیدگاه زبان‌شناسی علمی نیز زبان ساکنان قمصر فارسی است و گویش و لهجهٔ این منطقه با لهجهٔ کاشانی اندکی تفاوت دارد. از حیث زبان‌شناسی تاریخی، زبان و گویش ساکنان برخی از روستاهای بخش قمصر نظیر قهرود کاملاً با زبان فارسی امروزی متفاوت است و به‌طور کلی به علت در حاشیه ماندن این روستا از تحولات تاریخی و دگرگونی‌های فرهنگی و روحیه مقاومت و پایداری در برابر تجدد زبان کنونی ساکنان این روستا زبان پهلوی ساسانی است و به‌طور کامل رواج دارد. در محاورهٔ معمول ساکنان قمصر، الفاظ و لغات خاص و غیر مرسوم و نامأنوس زیادی به کار می‌رود که تعداد آن‌ها اندک نیست و این نیازمند بررسی بیشتر است.

## محصولات
قمصر علاوه بر گلاب و عرقیات گیاهی محصولات دیگری هم دارد از جمله عصاره یا عطر گل محمدی که به کشورهای اروپایی صادر می‌شود، آلوچه یا گوجه‌سبز خشک شده، جوزقند (الگ یا نوعی هلوی پوست‌کندهٔ خشک‌شده و پرشده با پودر بادام و هل و شکر و آرد نخودچی)، صابون محلی، قالی دست‌بافت (این سه مورد اخیر در سال‌های اخیر تقریباً از رونق افتاده‌اند) که البته در چند سال گذشته و از سال ۱۳۹۸ شمسی جوزقند قمصر جز میراث ناملموس ثبت گردیده است. گلاب قمصر شهرت جهانی دارد و هر سال خانهٔ کعبه با آن شسته می‌شود.

## دین
دین اکثر مردم این شهر اسلام و مذهب آن‌ها شیعه است.

## وقایع طبیعی
از وقایع این شهر می‌توان زلزلهٔ مهیب سال ۱۲۶۰ و سیل سال‌های ۱۳۳۵ و ۱۳۸۶ را نام برد.

## تاریخچهٔ گل و گلاب
برای انواع گل رز (Rose) در فارسی نام‌هایی مانند سرخ گل و گل محمدی یا گل چای ذکر شده است. البته این نام بیانگر تنوع گسترده گونه‌های آن نیست زیرا تاکنون بیش از ۲۰۰۰۰ گونه گل رز شناخته شده است. این گل گذشته از آن که سر دسته تیره مهمی از گیاهان است از نظر ساختمان، رنگ و عطر گل‌هایش کامل‌ترین نوع گل است و تاکنون هیچ‌یک از جنس‌ها و نژادهای متنوع گیاهان در تنوع و تکامل به پای این گل نرسیده است. نژاد گل سرخ به ۷ دسته تقسیم شده است:
سرخ گل فرانسه
نسترن
گل چای
سرخ گل با گل‌های متعدد
سرخ گل مینیاتور
سرخ گل بنگال
سرخ گل ایران
در بین گونه‌های متنوع رزها و سرخ‌گل‌ها، سرخ گل ایران یا گل محمدی، که از خانوادهٔ Rosaceus است و در منابع مختلف و در کشورهای غربی و انگلیسی زبان به Domask Rose معروف است، منحصر به ایران است و طبق نظر اکثر کارشناسان زیست گیاهی گونهٔ مذکور از ابتدا در ایران پرورش یافته و از این کشور به دیگر نقاط جهان پخش شده است.
گل محمدی یا طلای معطر از نظر ویژگی‌های فیزیکی و شکل ظاهری دارای خصوصیات زیر است:
گل نیمه پر پر، صورتی رنگ و بسیار خوشبو، برگ‌گل‌ها به شکل تخم مرغی، دارای ۵ تا ۷ برگچه و یک دم برگ، شکل گیاه آن بوته‌ای پر پشت با بلندای نزدیک به ۱٫۵ متر، دارای خارهای ریز بیشمار روی ساقه‌ها به ویژه در ساقه‌های جوان آن.
برای تهیه بهترین گلاب در ماه‌های اردیبهشت و خرداد، باید گل‌های محمدی قبل از طلوع آفتاب چیده شوند و به دستگاه‌های گلاب‌گیری منتقل شوند. انواع گلاب، ساده، دوآتشه و ممتاز می‌باشد.

در نشستی در ۱۳۷۴/۹/۲۲، که با حضور ریاست انجمن باغبانی ایران و شماری از استادان دانشگاه‌های ایران برگزار شد، گل سرخ محمدی با ویژگی‌های مذکور به عنوان گل ملی کشور تأیید و برگزیده شد.

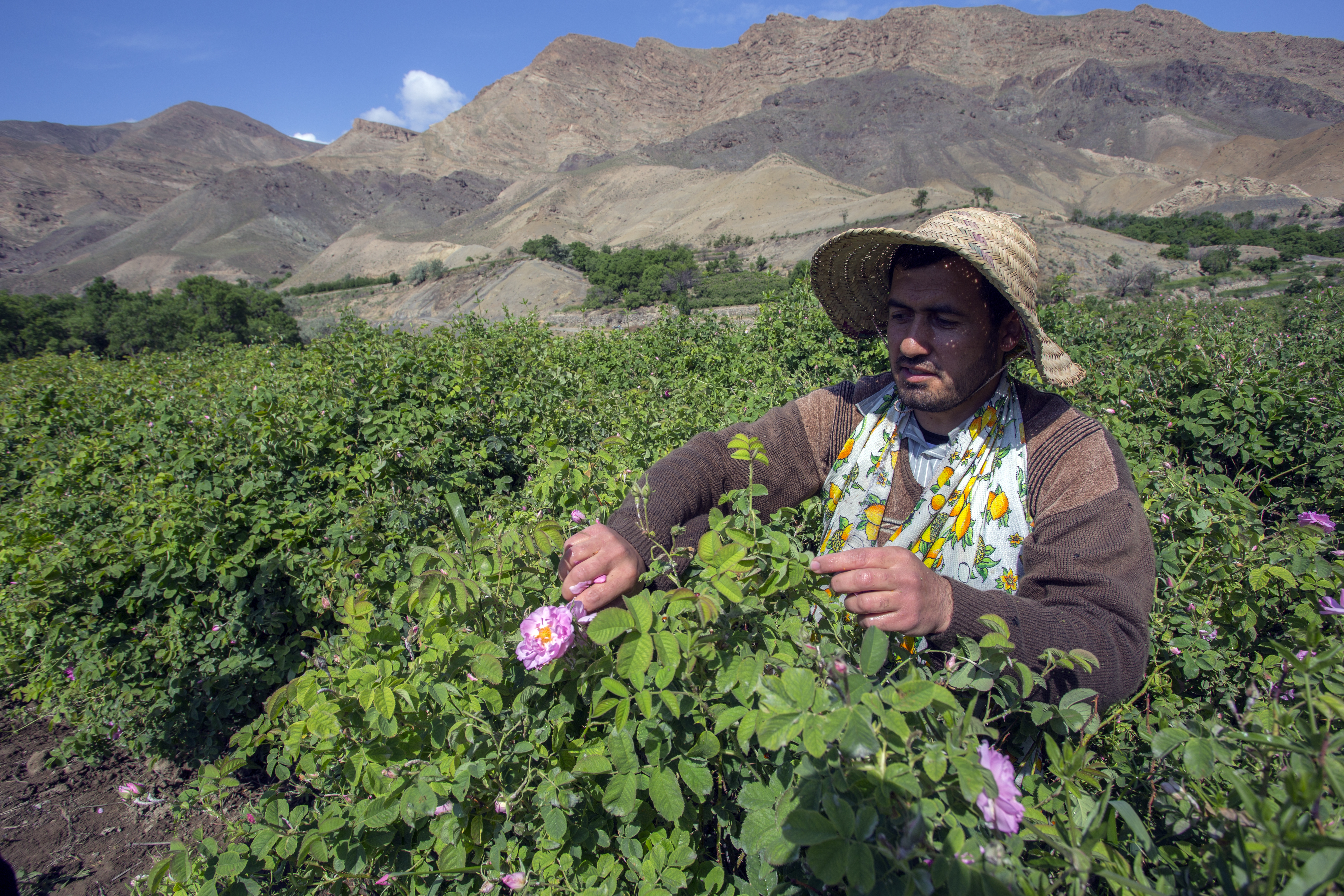
چیدن گل‌ها برای گلاب‌گیری در قمصر کاشان
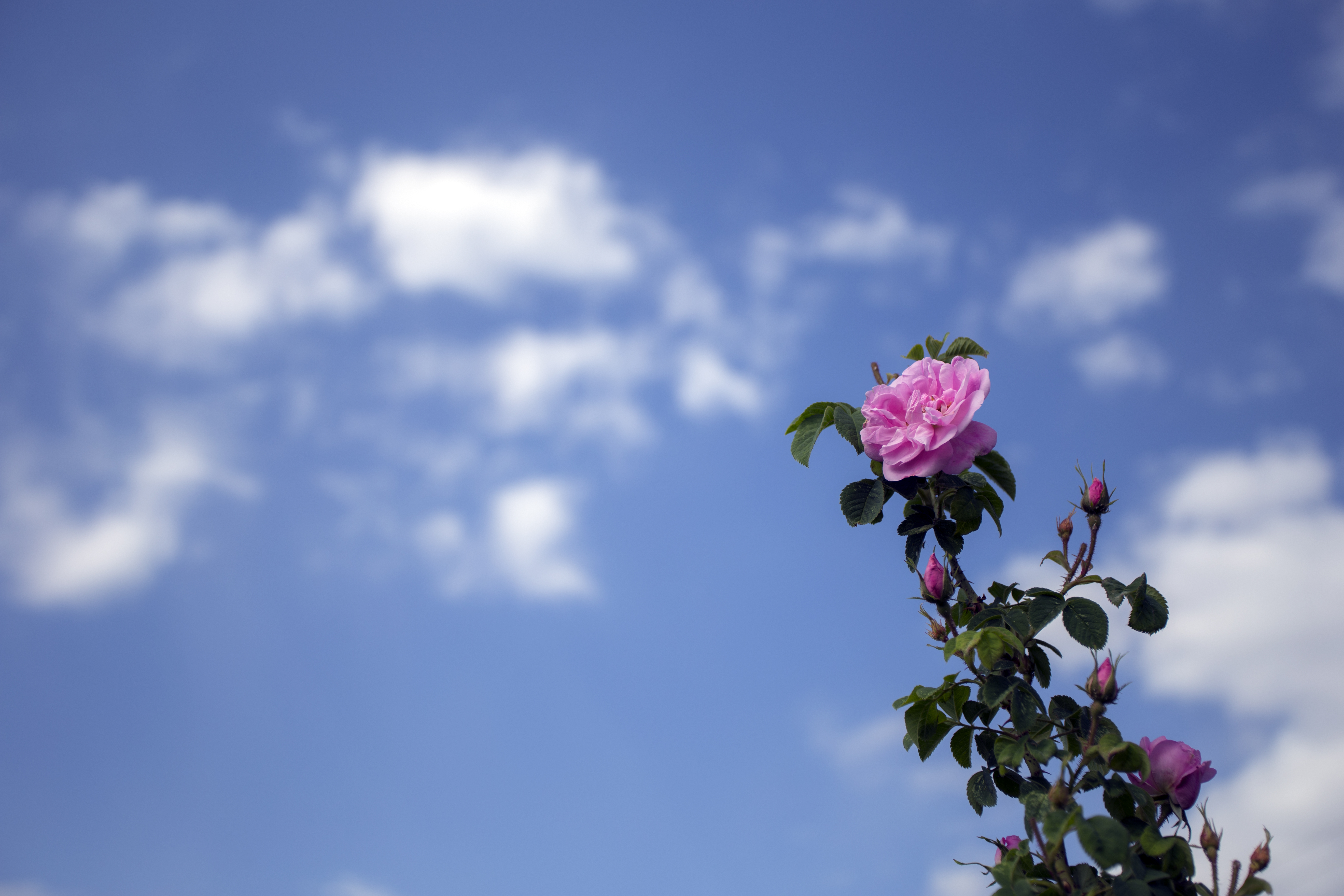
گل محمدی که گونه ای از انواع رز است که گلاب از آن گرفته می‌شود
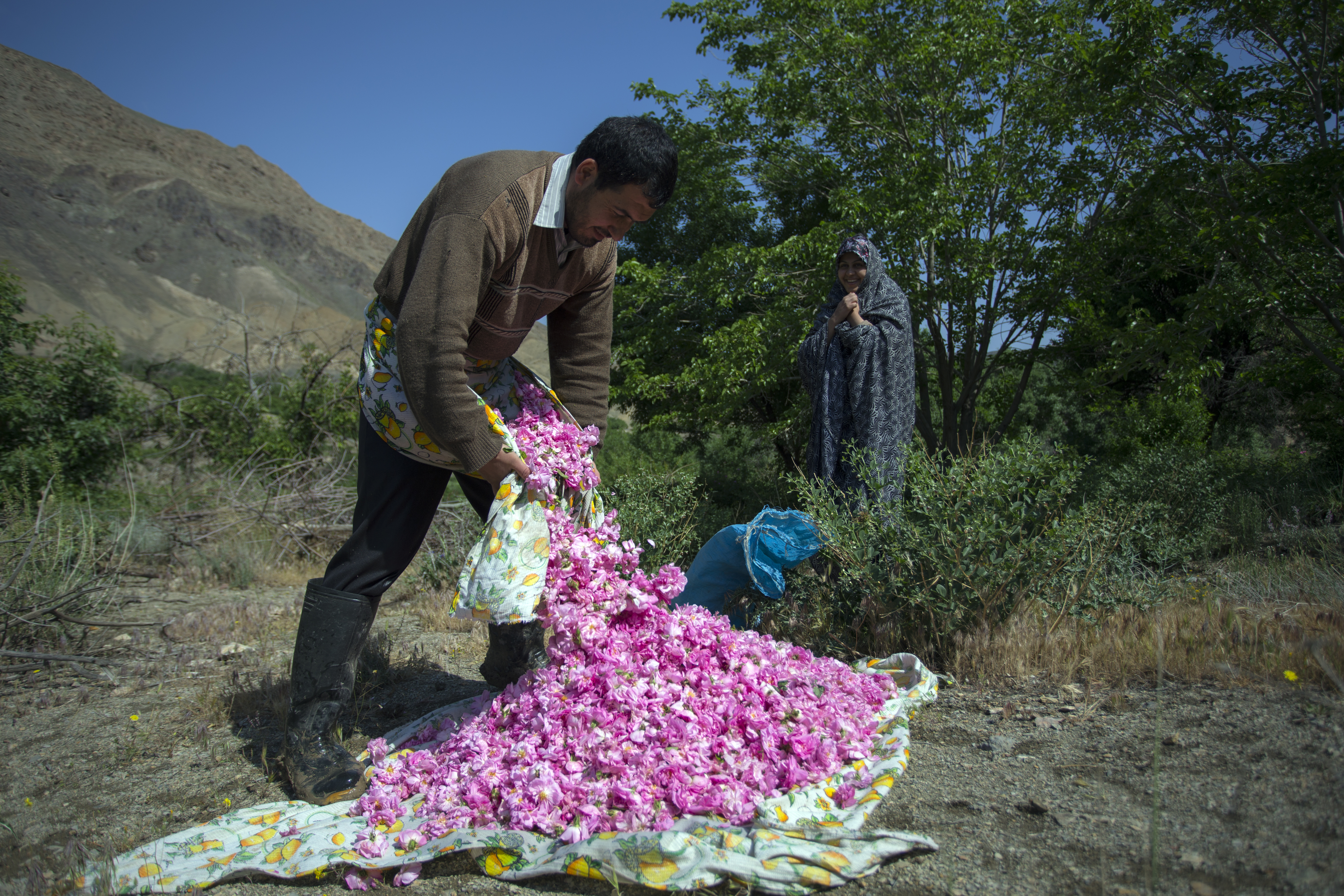
انباشت گل‌ها برای انتقال به دستگاه تقطیر
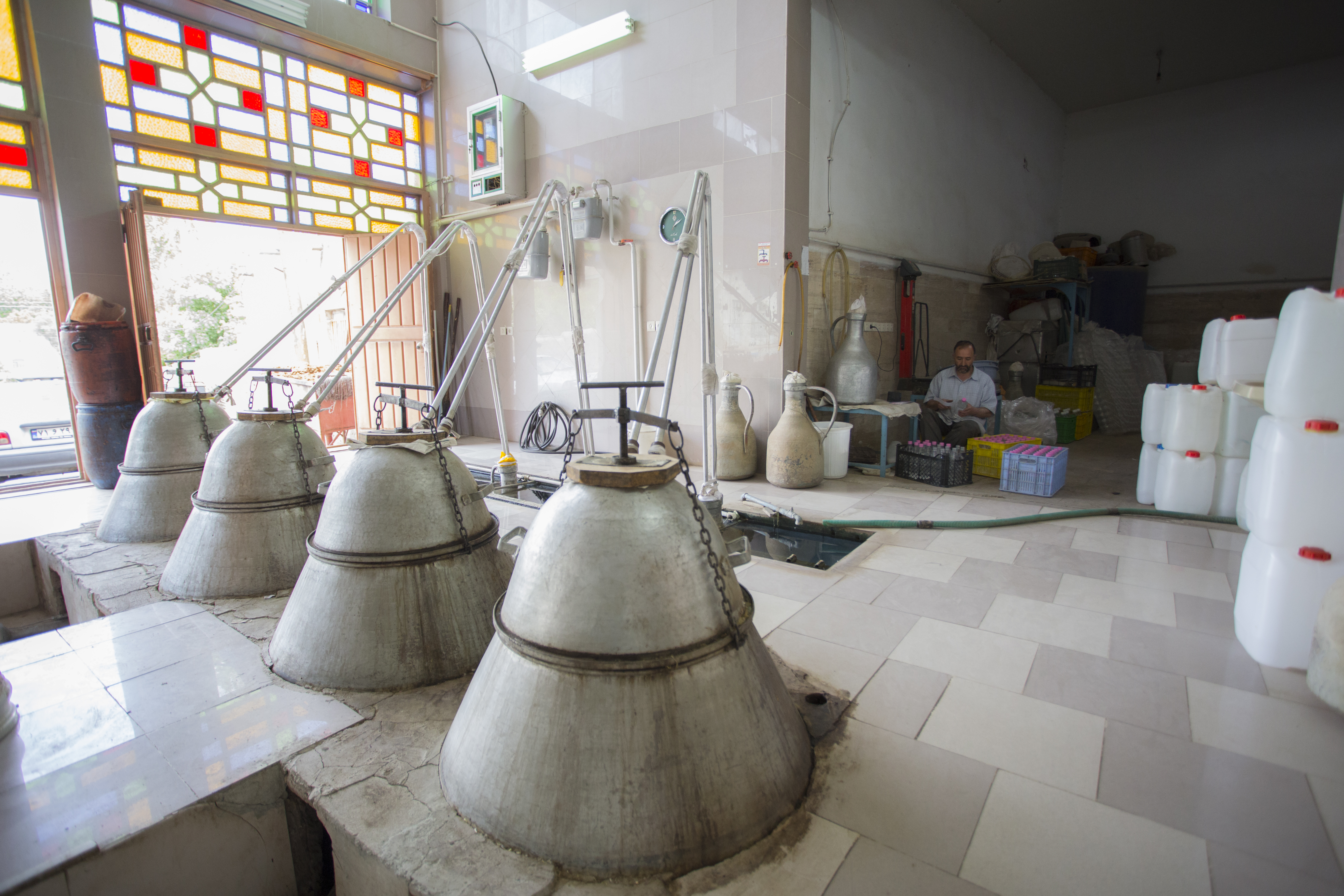
دیگ‌های مخصوص گلاب‌گیری در شهر قمصر کاشان